# Abdur Rahman Khan
Abdur Rahman Khan (tiếng Pashto/tiếng Dari: عبدالرحمن خان; sinh vào khoảng giữa năm 1840 và năm 1844 - mất ngày 01 tháng 10 năm 1901) là Tiểu Vương quốc Afghanistan từ năm 1880 đến khi qua đời vào năm 1901. Ông được biết đến với việc thống nhất đất nước sau nhiều năm đấu đá nội bộ và đàm phán Hiệp định Tuyến Đường Durand với Ấn Độ thuộc Anh.

## Tiểu sử
Abdur Rahman Khan là con đầu lòng và là con trai duy nhất của Mohammad Afzal Khan, và là cháu của Dost Mohammad Khan, người sáng lập ra triều đại Barakzai. Abdur Rahman Khan tái thiết lập quyền lực của chính phủ Afghanistan sau cuộc hỗn loạn kéo theo cuộc chiến tranh Anh-Afghanistan lần thứ hai. Ông được biết đến với cái tên tiểu vương sắt thép, bởi vì chính phủ của ông là một chế độ quân phiệt chuyên chế. Chủ nghĩa chuyên quyền này dựa trên một đội quân được bổ nhiệm tốt và được quản lý bởi các quan chức tuyệt đối phục tùng có một ý chí không linh hoạt và được kiểm soát bởi một hệ thống gián điệp rộng khắp. 
Biệt danh tiểu vương sắt thép cũng gắn liền với việc ông đã dẹp tan một số cuộc nổi dậy của các bộ tộc khác nhau do họ hàng của ông lãnh đạo. Một nguồn tin cho biết, trong suốt thời kỳ trị vì của ông, đã có hơn 40 cuộc nổi dậy trong suốt quá trình cai trị của ông. Sự cai trị của Abdur Rahman Khan được một quan chức Anh gọi là "triều đại khủng bố", vì ông hoàn toàn chuyên quyền và có tới 100.000 người bị xử tử hình trong suốt 21 năm làm Tiểu vương. Hàng ngàn người khác chết đói, mắc những căn bệnh hiểm nghèo mà chết, bị quân đội của ông ta tàn sát, hoặc bị giết trong cuộc di cư cưỡng bức của các bộ lạc.